# La Fabrique (Verlag)
Die französische Verlagsedition la fabrique mit Sitz in Paris pflegt seit ihrer Gründung im Jahr 1998 ein zeitkritisches philosophisches und politisch praktisches Programm. Einer der Herausgeber und Autoren ist Enzo Traverso, der in  Deutschland als Adorno- und Benjamin-Experte bekannt ist.

## Herausgeberkollektiv
Éric Hazan, Eyal Sivan, Enzo Traverso, Sophie Wahnich, Fulvia Carnavale, Marie Cueillerai, Maria Muhle, Karine Parrot.